# Moussey (Aube)
Moussey è un comune francese di 551 abitanti, situato nel dipartimento dell'Aube nella regione del Grand Est.

## Società

### Evoluzione demografica
Abitanti censiti